# Фрньоличі
Фрньоличі (хорв. Frnjolići) — населений пункт у Хорватії, в Істрійській жупанії у складі громади Светий Ловреч.

## Населення
Населення за даними перепису 2011 року становило 0 осіб.
Динаміка чисельності населення поселення:

## Клімат
Середня річна температура становить 13,21 °C, середня максимальна – 27,06 °C, а середня мінімальна – -1,40 °C. Середня річна кількість опадів – 894 мм.
| Клімат поселення                              | Клімат поселення | Клімат поселення | Клімат поселення | Клімат поселення | Клімат поселення | Клімат поселення | Клімат поселення | Клімат поселення | Клімат поселення | Клімат поселення | Клімат поселення | Клімат поселення | Клімат поселення |
| Показник                                      | Січ.             | Лют.             | Бер.             | Квіт.            | Трав.            | Черв.            | Лип.             | Серп.            | Вер.             | Жовт.            | Лист.            | Груд.            |                  |
| Середній максимум, °C                         | 9,82             | 10,73            | 13,64            | 17,14            | 22,24            | 26,46            | 27,06            | 26,77            | 22,18            | 17,48            | 12,45            | 9,16             |                  |
| Середня температура, °C                       | 4,19             | 5,12             | 8,03             | 11,52            | 16,63            | 20,86            | 23,24            | 22,94            | 18,36            | 13,66            | 8,62             | 5,34             |                  |
| Середній мінімум, °C                          | −1,4             | −0,5             | 2,41             | 5,90             | 11,01            | 15,25            | 19,40            | 19,12            | 14,54            | 9,83             | 4,78             | 1,52             |                  |
| Норма опадів, мм                              | 65               | 54               | 63               | 72               | 66               | 76               | 54               | 79               | 82               | 100              | 104              | 79               |                  |
| Середньомісячна швидкість вітру, м/с          | 2.07             | 2.36             | 2.50             | 2.50             | 2.26             | 2.17             | 2.15             | 2.09             | 2.11             | 2.26             | 2.35             | 2.26             |                  |
| Середньомісячна сонячна радіація, кДж/м²·день | 4503             | 7433             | 10789            | 15240            | 19371            | 21126            | 22164            | 19219            | 14201            | 9080             | 4965             | 3806             |                  |
| --------------------------------------------- | ---------------- | ---------------- | ---------------- | ---------------- | ---------------- | ---------------- | ---------------- | ---------------- | ---------------- | ---------------- | ---------------- | ---------------- | ---------------- |
| Джерело:                                      |                  |                  |                  |                  |                  |                  |                  |                  |                  |                  |                  |                  |                  |